# Zvéntsovo
Zvéntsovo (en rus: Звенцово) és un poble de l'óblast de Vladímir, a Rússia, segons el cens del 2010 tenia 141 habitants. Pertany al districte municipal de Iúriev-Polski.